# Maewenn Magnabal
 (juin 2023).

a Compétitions nationales et continentales officielles uniquement.

Dernière mise à jour le 15 juin 2023.
Maewenn Magnabal, née vers 2004, est une joueuse française de rugby à XV évoluant au poste de demi de mêlée au Stade bordelais.

## Biographie
Originaire de Dordogne, Maewenn Magnabal commence le rugby à XV en 2009 au sein du Racing Club Mussidanais,. Après dix ans sous ce maillot elle intègre l'équipe du Stade bordelais en tant que cadette, puis dans le championnat senior à l'automne 2021.
En avril 2022, elle porte les couleurs de la France au Festival des Six Nations féminin des moins de 18 ans pour une large victoire contre l'Angleterre. Cette même année, elle fait partie de l'équipe de Nouvelle-Aquitaine qui est sacrée championne de France de rugby à sept.
À XV, elle remporte avec les Lionnes du Stade bordelais le Championnat de France Élite 1 2022-2023. Elle est notamment titulaire au poste de demi de mêlée dans plusieurs matchs de la phase qualificative et pour le quart de finale remporté face à l'AC Bobigny 93.

## Palmarès

### En club
- Vainqueur du Championnat de France de rugby à sept en 2022 avec la sélection de Nouvelle-Aquitaine.
- Vainqueur du Championnat de France féminin en 2023 avec le Stade bordelais.